# Рейнс (округ)
Рейнс (англ. Rains county) — округ в США, в штате Техас. На 2000 год в нем проживало 9139 человек. По оценке бюро переписи населения США в 2009 году население округа составляло 11 287 человек. Окружным центром является город Эмори.

## История
Округ Рэйнсбыл сформирован в 1870 году. Он был назван в честь Эмори Рэйнса, члена легислатуры штата и землемера будущего округа.

## География
По данным бюро переписи населения США площадь округа Рэйнс составляет 670 км², из которых 601 км² — суша, а 69 км² — водная поверхность (10,36 %).

### Основные шоссе
- Шоссе 69
- Автострада 19
- Автострада 276

### Соседние округа
- Хопкинс  (север)
- Вуд  (восток)
- Ван-Зандт  (юго-запад)
- Хант  (северо-запад)